# Zăpodeni, Vaslui
Zăpodeni este satul de reședință al comunei cu același nume din județul Vaslui, Moldova, România. Se află în partea de nord a județului,  în Podișul Central Moldovenesc. La recensământul din 2002 avea o populație de 1639 locuitori.